# Margaritopsis astrellantha
Margaritopsis astrellantha är en måreväxtart som först beskrevs av Herbert Fuller Wernham, och fick sitt nu gällande namn av Bengt Lennart Andersson. Margaritopsis astrellantha ingår i släktet Margaritopsis och familjen måreväxter. Inga underarter finns listade i Catalogue of Life.